# Oreoglanis immaculatus
Oreoglanis immaculatus är en fiskart som beskrevs av Kong, Chen och Yang 2007. Oreoglanis immaculatus ingår i släktet Oreoglanis och familjen Sisoridae. Inga underarter finns listade i Catalogue of Life.